# La Caunette
La Caunette (okzitanisch La Cauneta) ist eine französische Gemeinde mit 320 Einwohnern (Stand 1. Januar 2022) in der Kulturlandschaft des Minervois im Département Hérault in der Region Okzitanien.

## Lage
La Caunette liegt in einer Höhe von 128 Metern ü. d. M. am Flüsschen Cesse etwa 43 Kilometer (Fahrtstrecke) westlich von Béziers bzw. knapp 50 Kilometer nordöstlich von Carcassonne. Bis nach Narbonne sind es ca. 33 Kilometer in südöstlicher Richtung. Die nur gut drei Kilometer westlich gelegene Nachbargemeinde Minerve sowie die etwa 10 Kilometer südwestlich gelegene Orte Cesseras und Azillanet sind ebenfalls sehenswert. Das Gemeindegebiet gehört zum Regionalen Naturpark Haut-Languedoc. An der östlichen Gemeindegrenze verläuft das Flüsschen Cessière.

## Bevölkerungsentwicklung
| Jahr      | 1962 | 1968 | 1975 | 1982 | 1990 | 1999 | 2008 | 2017 |
| Einwohner | 340  | 360  | 311  | 265  | 293  | 306  | 325  | 306  |

Im 19. Jahrhundert hatte der Ort stets zwischen 300 und 500 Einwohnern. Die Reblauskrise und die Mechanisierung der Landwirtschaft haben in der ersten Hälfte des 20. Jahrhunderts zu einem anhaltenden Bevölkerungsrückgang geführt.

## Wirtschaft
Landwirtschaft und Kleinhandwerk prägen seit Jahrhunderten das wirtschaftliche Leben des Ortes. La Caunette gehört zum Weinbaugebiet Minervois (AOC), doch sind die Weinumsätze in Frankreich seit den 1990er Jahren rückläufig, so dass viele Bauern wieder zur ‚normalen‘ Feldbewirtschaftung zurückgekehrt sind.

## Geschichte
Man vermutet, dass die Ursprünge des Ortes bis in die westgotische Zeit zurückreichen. Die einfache romanische Kirche stammt jedenfalls aus dem 11. Jahrhundert.

## Sehenswürdigkeiten
- Die am Ortsrand stehende Pfarrkirche (Église Notre-Dame) wird in einer Urkunde des Jahres 1254 erstmals erwähnt. Der einfache Bau stammt jedoch bereits aus dem 11. Jahrhundert, wurde jedoch später wiederholt modifiziert – so dürfte der Glockenturm erst im 14. oder 15. Jahrhundert hinzugefügt worden sein. An derselben Stelle wird ein Vorgängerbau aus westgotischer Zeit vermutet. Die Erde des unmittelbar an die Kirche angrenzenden Friedhof ist von Menschenhand angeschüttet und durch Trockenmauern stabilisiert worden. Die Kirche ist seit 1972 als Monument historique[1] anerkannt.
- Das Château des Pardailhan ist ein schmuckloser zweieinhalbgeschossiger Bau aus dem 17. oder 18. Jahrhundert mit einer doppelläufigen Außentreppe.